# Gurumin: A Monstrous Adventure
Gurumin: A Monstrous Adventure (ぐるみん?, Gurumin) è un videogioco di ruolo del 2004 sviluppato e pubblicato da Nihon Falcom per Microsoft Windows. Del gioco è stata realizzata una conversione per PlayStation Portable e una versione per Nintendo 3DS dal titolo Gurumin 3D: A Monstrous Adventure.